# 延方駅

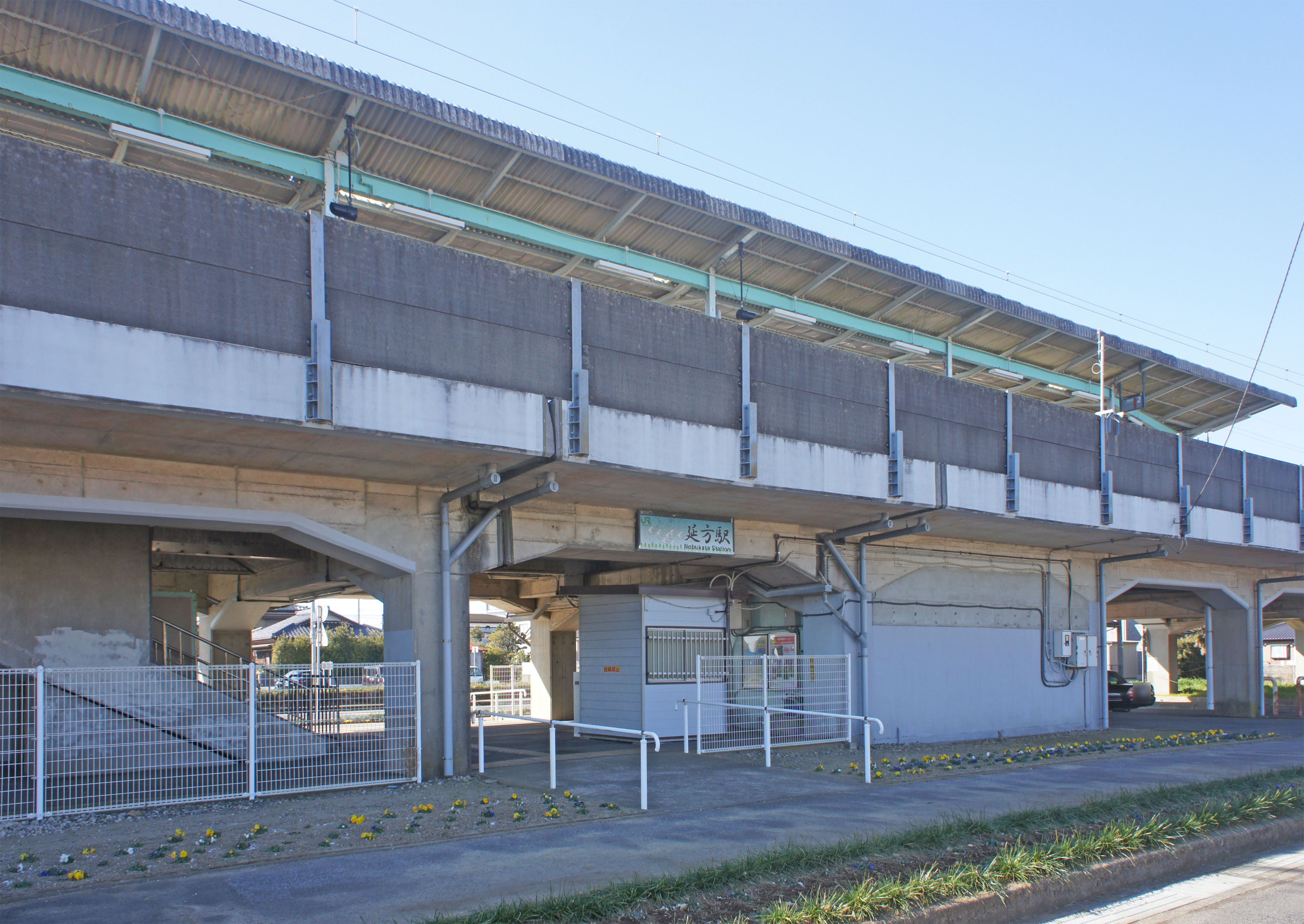
北口（2022年2月）

延方駅（のぶかたえき）は、茨城県潮来市延方字押立にある、東日本旅客鉄道（JR東日本）鹿島線の駅である。

## 歴史
- 1970年（昭和45年）8月20日：日本国有鉄道の駅として開業[2]。
- 1987年（昭和62年）4月1日：国鉄分割民営化に伴い、東日本旅客鉄道（JR東日本）の駅となる[2]。
- 2009年（平成21年）3月14日：東京近郊区間に組み込まれる[3]。
- 2020年（令和2年）3月14日：ICカード「Suica」の利用が可能となる[4][5]。

## 駅構造
単式ホーム1面1線を有する高架駅である。かつては島式ホーム1面2線を有していたが、2024年（令和6年）3月現在は1面1線での運用である。ホームは嵩上げされていない。
鹿島神宮駅管理の無人駅で、乗車駅証明書発行機と簡易Suica改札機が設置されている。高架下には待合室・公衆トイレが設置されている。

### のりば
| 番線 | 路線     | 方向 | 行先         |
| ---- | -------- | ---- | ------------ |
| 1    | ■ 鹿島線 | 下り | 鹿島神宮方面 |
| 1    | ■ 鹿島線 | 上り | 佐原方面     |

- 1番線を上下本線とした一線スルー構造である。
  - 2番線廃止以前は、停車列車同士の行き違い時、上りは1番線、下りは2番線を使用していた。
  - 2番線廃止以前は、停車列車と通過列車の行き違い時、停車列車が2番線を使用していた。
- 非常時には当駅で折り返しになることがある。東日本大震災により、当駅 - 鹿島神宮駅間は2011年3月11日の本震発生から4月15日まで不通（香取駅 - 当駅間は3月18日復旧）であった。
- ホーム長は150 mであり[8] 、6両編成までに対応する。貨物列車行き違いのため、線路有効長はかなり長い。
- 2021年10月現在、当駅で行き違いをする定期列車は設定されていない。
- 2024年3月現在、2番線が廃止され、すべての列車が1番線を使用する。

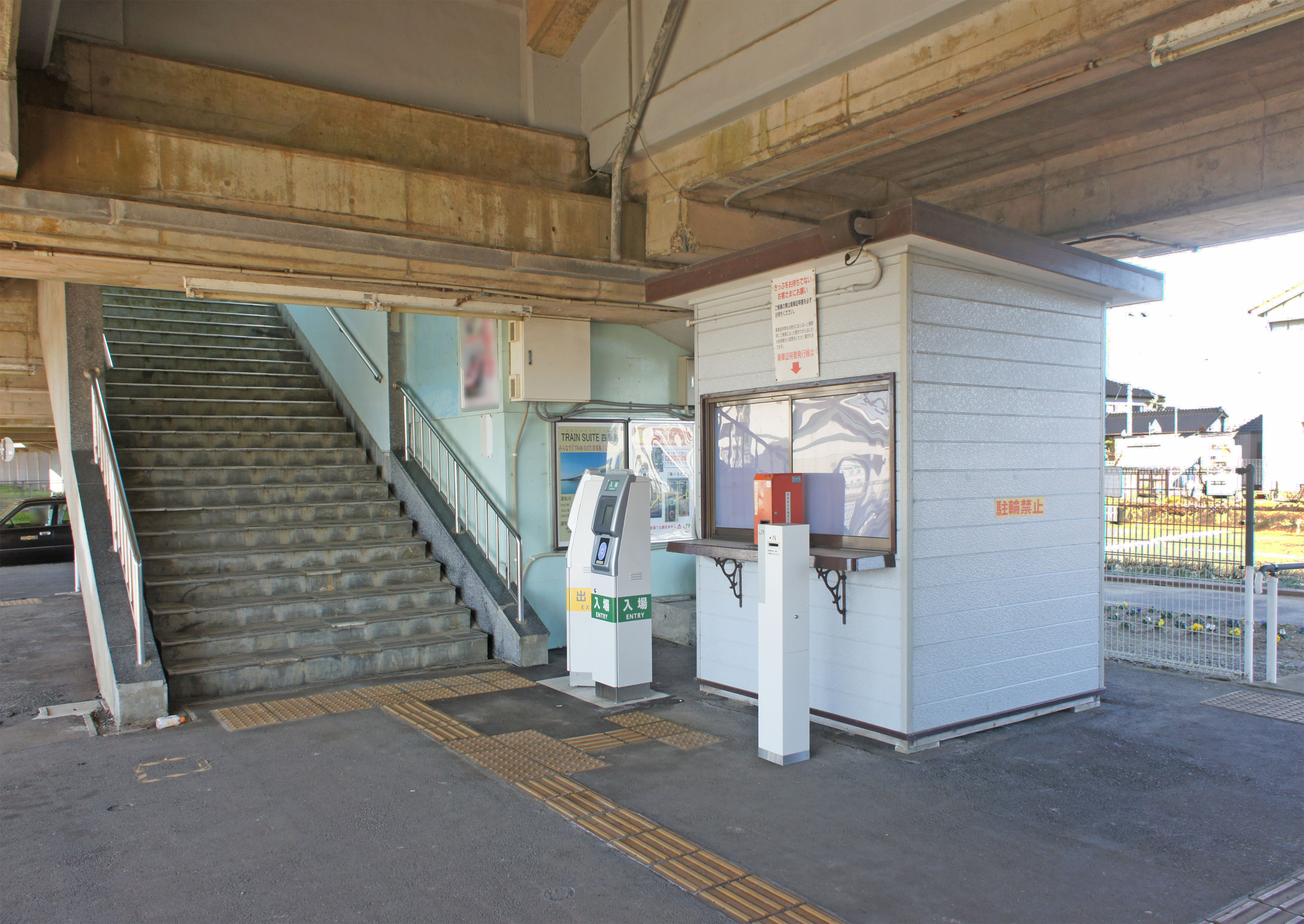
改札口（2022年2月）
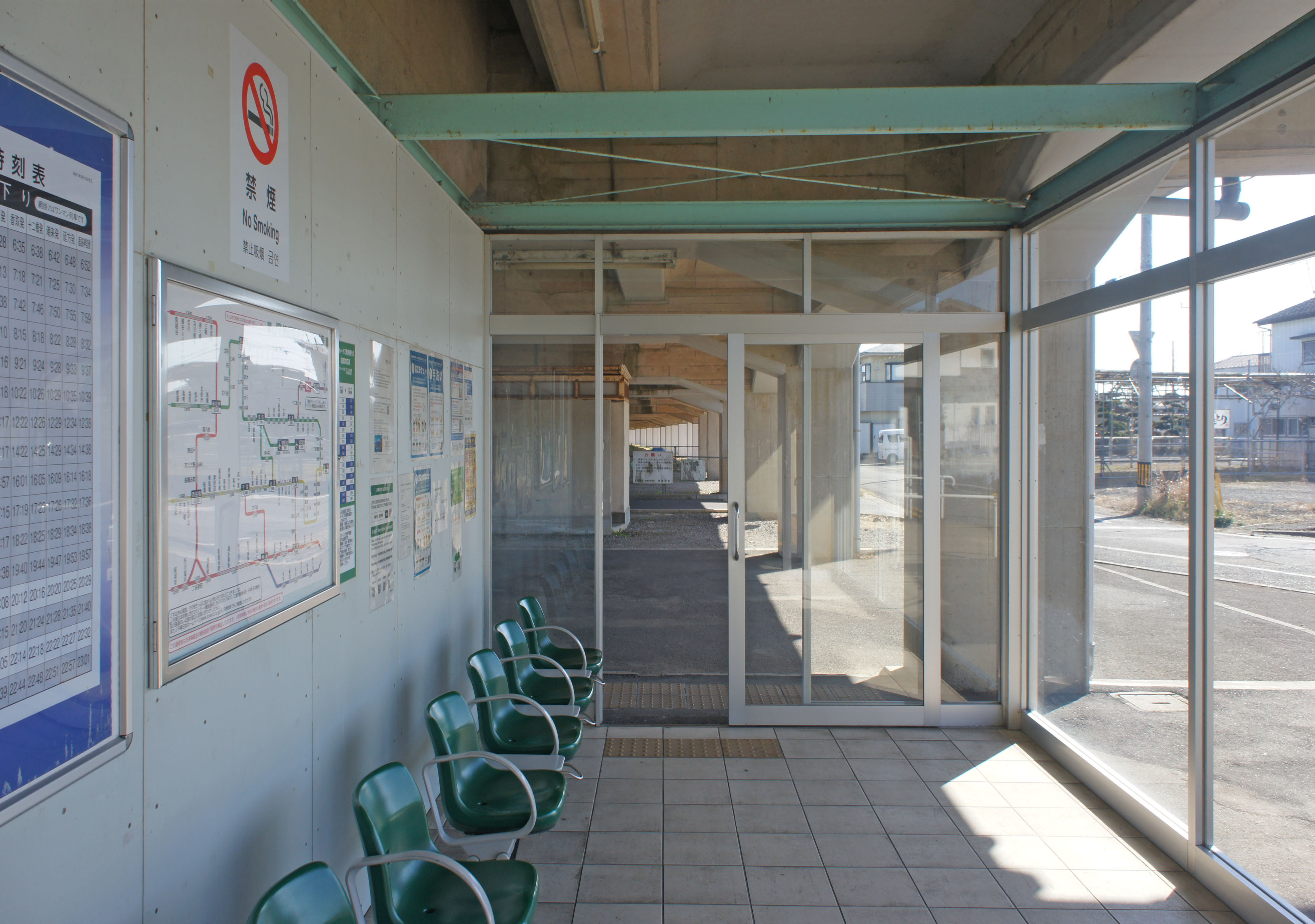
待合室（2022年2月）
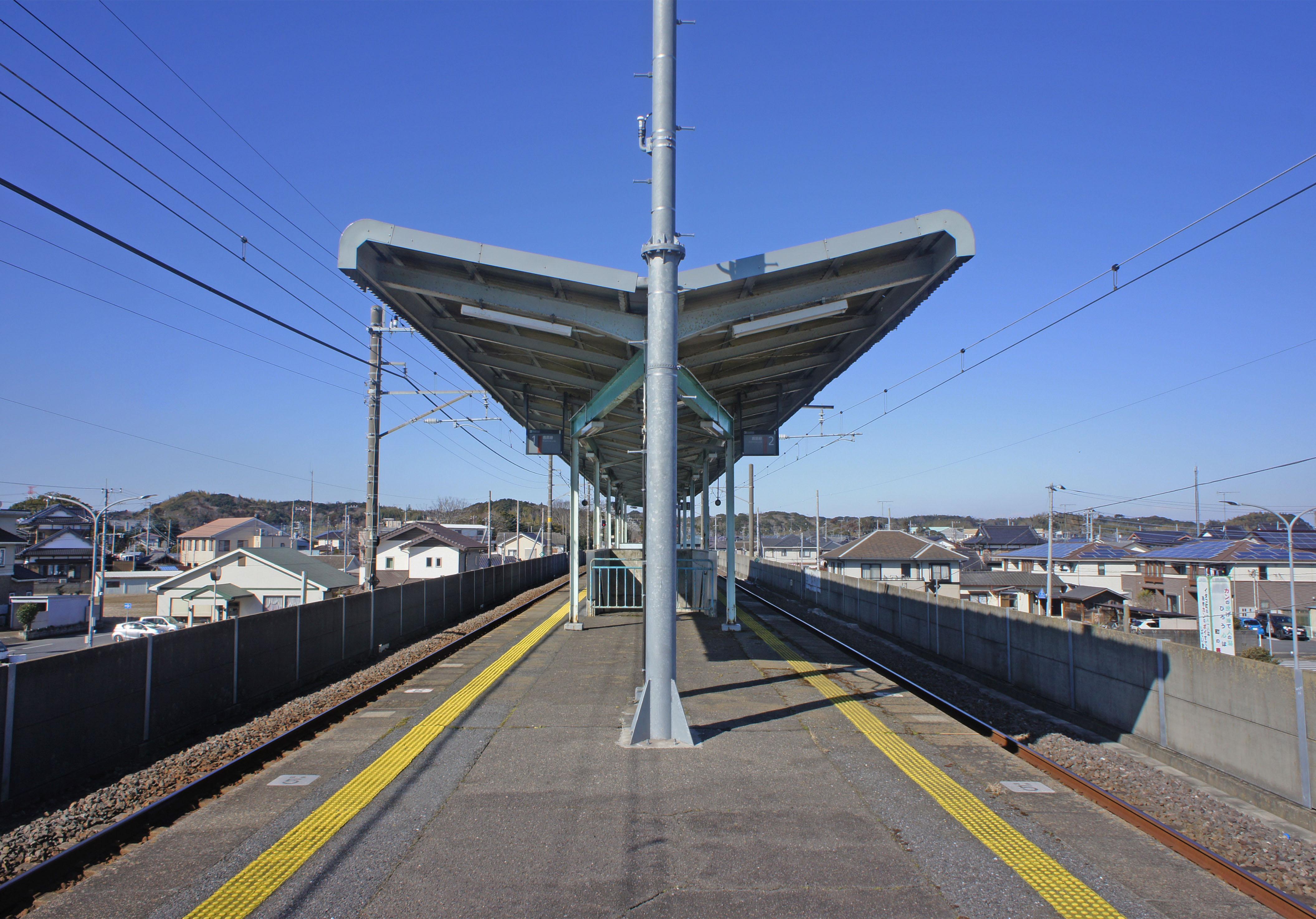
ホーム（2022年2月）

## 駅周辺

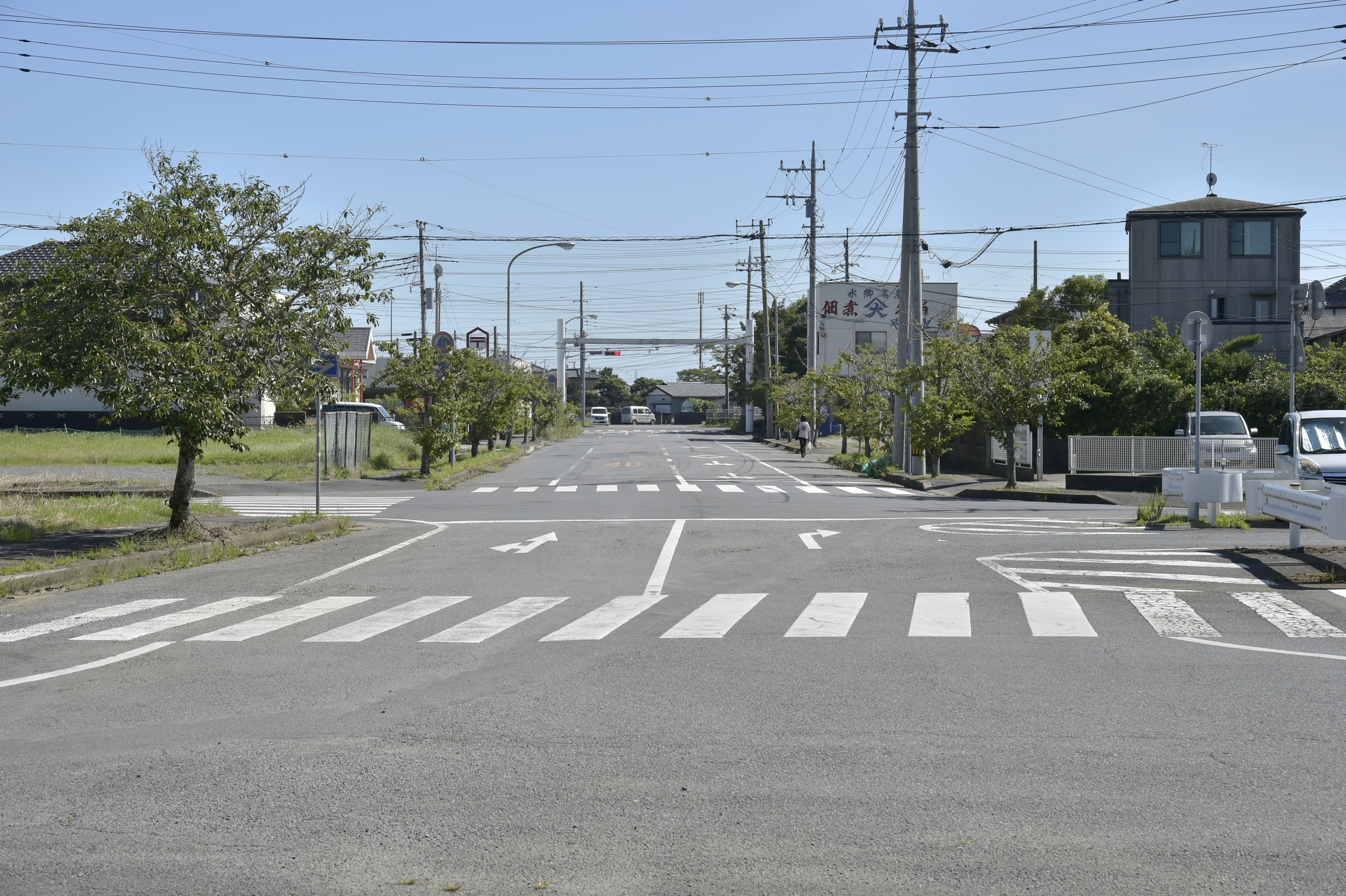
駅前（2020年8月）

北側
- 行方警察署新宮駐在所
- 北浦

南側
- 延方郵便局
- 佐原信用金庫潮来支店
- セイミヤ延方店
- 道の駅いたこ

## バス路線
延方駅へは、一般路線バスが乗り入れ、関東鉄道・池田交通（神宮あやめ白帆ラインのみ）が運行を担当。
交通系ICカード（Suica・PASMOなど）も、「神宮あやめ白帆ライン」の池田交通運行便を除いて、利用可能となっている。
- 関東鉄道
  - 潮来・行方広域バス「鹿行北浦ライン」：道の駅いたこ行 / あそう温泉「白帆の湯」行
- 関東鉄道・池田交通
  - 鹿行広域バス「神宮あやめ白帆ライン」：チェリオ・イオン鹿嶋店行 / 麻生庁舎行

## 隣の駅
東日本旅客鉄道（JR東日本）
■鹿島線
潮来駅 - 延方駅 - 鹿島神宮駅